# Шаптала Сергій Олександрович
Сергі́й Олекса́ндрович Шаптала́ (нар. 5 лютого 1973, Костянтинівка, Смілянський район, Черкаська область, УРСР) — український воєначальник, генерал-лейтенант Збройних сил України.
Начальник Генерального штабу Збройних сил України (2021—2024), командувач ОК «Захід» (2020—2021). Учасник російсько-української війни, брав безпосередню участь у боях за Дебальцеве. Герой України (2015).
У жовтні 2022 року увійшов до списку 25 найвпливовіших українських військових від НВ.

## Життєпис
Народився 5 лютого 1973 року в селі Костянтинівці Смілянського (нині - Черкаського) району на Черкащині.
У 1990 році вступив на навчання до Київського вищого загальновійськового командного двічі Червонопрапорного училища імені М. В. Фрунзе, яке під час його навчання увійшло до складу Одеського інституту Сухопутних військ.
У лютому 2013 року був призначений командиром 300-го Чернівецького окремого механізованого полку. Наприкінці того ж року полк було розформовано.

### Російсько-українська війна
Станом на 2014 рік — командир 128-ї Мукачевської гірсько-піхотної бригади.
18 лютого 2015 р. Президент України Петро Порошенко присвоїв Сергію Шапталі звання Героя України за виявлений героїзм у захисті територіальної цілісності та суверенітету України і високий професіоналізм під час бойових дій в Дебальцевому.
У листопаді 2016 року Слідчим комітетом РФ проти Шаптали та інших українських військовиків було порушено кримінальну справу за «прицільні артилерійські обстріли з важкого озброєння об'єктів цивільної інфраструктури Донбасу».
2017 року призначений начальником штабу — першим заступником командувача військ Оперативного командування «Південь».
У квітні 2020 року призначений командувачем військ Оперативного командування «Захід».
28 липня 2021 року призначений начальником Генерального штабу Збройних Сил України.

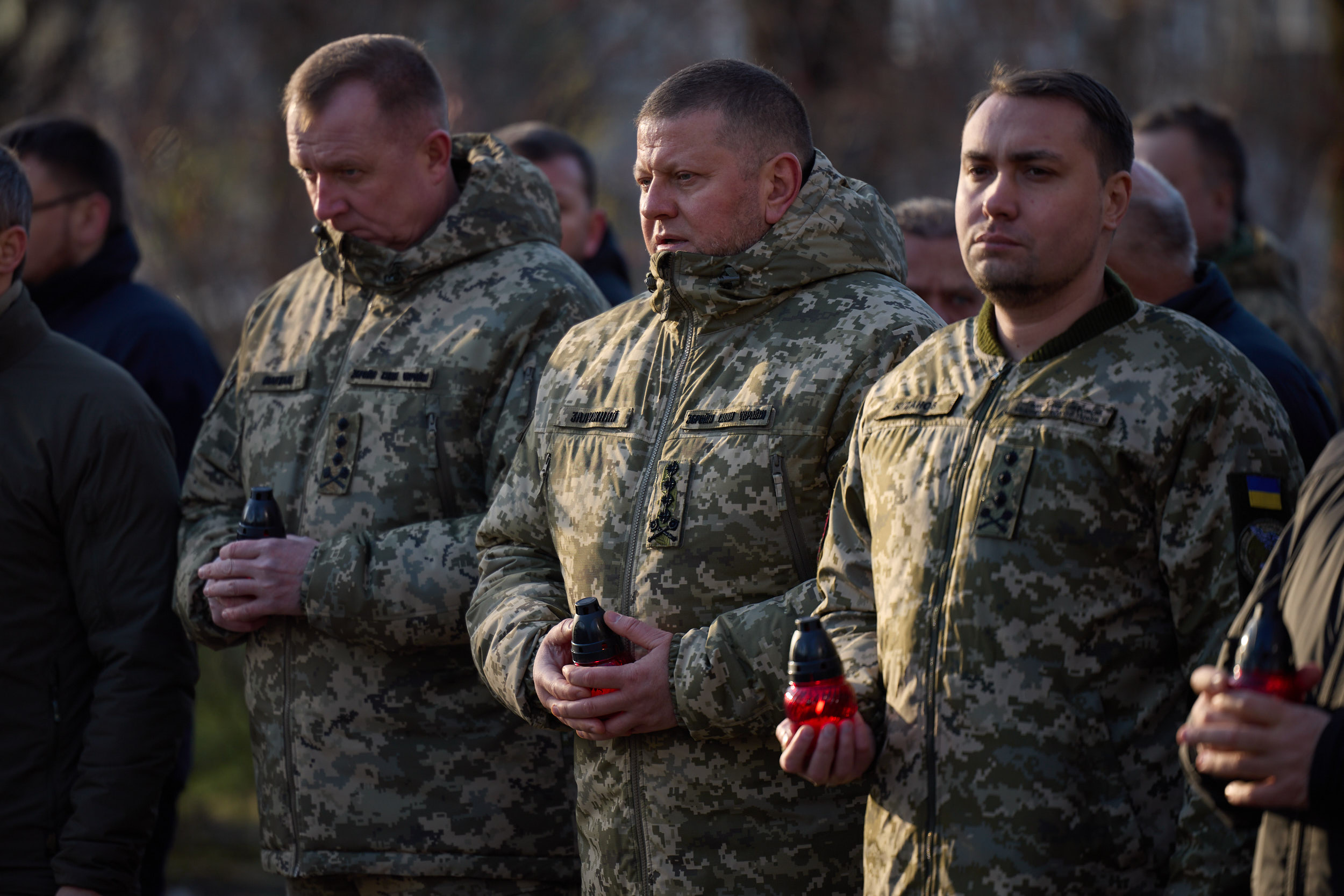
25 листопада 2023

9 лютого 2024 року звільнений з посади начальника Генерального штабу Збройних Сил України.

## Військові звання
- генерал-майор (23 серпня 2018)[9].
- генерал-лейтенант (24 серпня 2021)[10].

## Нагороди та відзнаки
- Звання Герой України з врученням ордена «Золота Зірка» (18 лютого 2015) — за особисту мужність, героїзм та високий професіоналізм, виявлені у захисті державного суверенітету і територіальної цілісності України, самовіддане служіння Українському народові[11].
- Орден Богдана Хмельницького III ст. (26 лютого 2015) — за особисту мужність і героїзм, виявлені у захисті державного суверенітету та територіальної цілісності України, вірність військовій присязі[12].

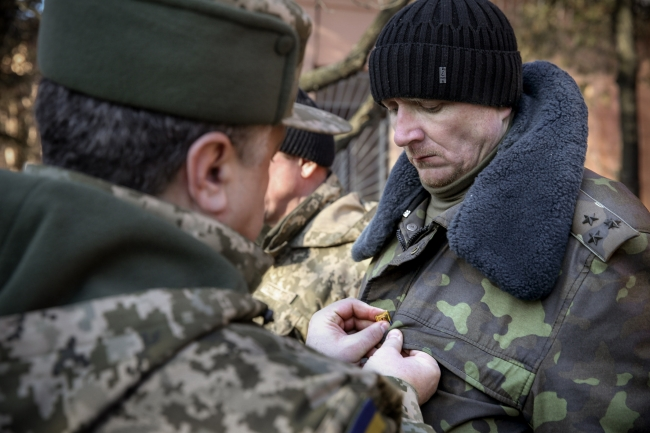
Петро Порошенко вручає Сергію Шапталі мініатюру ордена «Золота Зірка», 18.02.2015

#### Декларація
- Шаптала С. О. [Архівовано 28 липня 2021 у Wayback Machine.]// Е-декларація, 2019